# Solarni kalendar
Solarni kalendar jest kalendar čiji datumi kazuju poziciju Zemlje tijekom njezine revolucije oko Sunca ili ekvivalentnu prividnu poziciju Sunca tijekom njegova puta po nebeskoj sferi.

## Astronomija
Prirodna znanost astronomija jest disciplina o nebeskim objektima, opservacijama i fenomenima na noćnom nebu. Drevna disciplina astronomije jest ključna metoda računanja datuma i vremena. Zvijezda u nekom sunčevu sustavu jest izvor svjetlosti koji stvara zvjezdani dan, rotacijski period orbitirajućih planeta regulira godišnja doba na planetarnoj površini, a ovu kombinaciju prati i bilježi kalendar.

## Tropski solarni kalendari
Ako se pozicija Zemlje na njezinoj orbiti oko Sunca promatra s obzirom na ekvinocij, odnosno točku u kojoj orbita presijeca nebeski ekvator, onda kalendarski datumi točno kazuju godišnja doba, tj. sinkronizirani su s deklinacijom Sunca. Takav se kalendar zove tropski solarni kalendar.
Trajanje srednje kalendarske godine takva kalendara aproksimira određen oblik tropske godine, obično ili srednju tropsku godinu ili proljetnoekvinocijsku godinu.
Sljedeći su kalendari tropski solarni kalendari:
- gregorijanski kalendar
- iranski kalendar (džalalovski kalendar)
- julijanski kalendar
- bahaistički kalendar
- koptski kalendar.

U svakome od ovih kalendara godina traje 365 dana, a povremeno se godina produži dodavanjem dodatna dana radi stvaranja prijestupne godine, ova se metoda naziva "interkalacija", a umetnuti dan "interkalirani".
Zoroastristički kalendar, prvi solarni kalendar, religijski je kalendar koji su rabili sljedbenici zoroastrističke vjere, a predstavlja aproksimaciju tropskog solarnog kalendara.

## Siderički solarni kalendari
Ako se pozicija Zemlje (vidi iznad) promatra u odnosu na fiksne zvijezde, onda datumi kazuju zodijačku konstelaciju pokraj koje se može pronaći Sunce. Kalendar ove vrste naziva se siderički solarni kalendar.
Srednja kalendarska godina takva kalendara aproksimira sideričku godinu.
Indijski su kalendari poput hinduističkog kalendara, tamilskog kalendara, bengalskog kalendara i malajalamskog kalendara siderički solarni kalendari. Tajski solarni kalendar, koji se temelji na hinduističkom solarnom kalendaru, također je siderički kalendar. Oni se izračunavaju na osnovi prividnog kretanja Sunca kroz dvanaest zodijaka umjesto stvarnog tropskog kretanja Zemlje.

## Nesolarni kalendari
Kalendari koji nisu solarni kalendari uključuju islamski kalendar, koji je čisti lunarni kalendar, i kalendare sinkronizirane sa sinodičkim periodom Venere ili s helijakalnim izlascima zvijezda.

## Lunisolarni kalendari
Lunisolarni kalendari mogu se smatrati solarnim kalendarima iako njihovi datumi dodatno kazuju Mjesečeve faze. Budući da tipičan lunisolarni kalendar ima godinu čije je trajanje zaokruženo na cijeli broj lunarnih mjeseci, on ne može kazivati poziciju Zemlje tijekom njezine revolucije oko Sunca kao što to čisti solarni kalendar može.

## Više informacija
- analemski kalendar
- astronomska ura
- dan (astronomija)

## Vanjske poveznice
- podudarnost između hebrejskog i islamskog kalendara, mjeseci i blagdana (pdf)